# Edwin Mulandu

Wappen von Edwin Mwansa Mulandu

Edwin Mwansa Mulandu (* 15. Juli 1969 in Mufulira, Sambia) ist ein sambischer Geistlicher und römisch-katholischer Bischof von Mpika.

## Leben
Edwin Mulandu studierte nach dem Propädeutikum von 1997 bis 1999 Philosophie und Theologie an den Priesterseminaren in Mpika und Lusaka. Anschließend erwarb er an der Päpstlichen Universität Urbaniana einen theologischen Bachelor-Abschluss. Am 17. Januar 2006 empfing er das Sakrament der Priesterweihe für das Bistum Ndola.
Nach verschiedenen Aufgaben in der Pfarrseelsorge, als Dekan und als Diözesanökonom sowie als Dozent an der Zambia Catholic University war er ab 2015 Nationaldirektor der Päpstlichen Missionswerke in Sambia.
Am 24. April 2021 ernannte ihn Papst Franziskus zum Bischof von Mpika. Der Apostolische Nuntius in Sambia, Erzbischof Gianfranco Gallone, spendete ihm am 3. Juli desselben Jahres in der Kathedrale des Erzbistums Lusaka die Bischofsweihe. Mitkonsekratoren waren der Erzbischof von Kasama, Ignatius Chama, und der Erzbischof von Lusaka, Alick Banda. Die Amtseinführung in Mpika fand eine Woche später statt.